# Kejsarskarv
Kejsarskarv (Leucocarbo atriceps) är en fågel i familjen skarvar inom ordningen sulfåglar. Den förekommer cirkumpolärt på Södra halvklotet, från södra Sydamerika och Antarktishalvön via öar i södra Indiska oceanen till Macquarieön söder om Australien. De olika populationerna har föreslagits utgöra egna arter. 

## Utseende
Kejsarskarven är en rätt stor (72 cm) svartvit skarv. I sommardräkt är ovansidan blåglänsande svart med vitt skulderband och undersidan vit med svarta "lår". Under parbildningen syns gula eller orangefärgade "vårtor" i pannan samt vita tråddun på huvudsidan och en framåtböjd spretig tofs. Den skiljs från magellanskarven på blå ögonring, de gula årtorna, det vita skulderbandet och vit framhals.

## Läte
Under häckningen hörs skällande "aark" från hanen och liknande läten.

## Utbredning och systematik
Kejsarskarvens olika populationer har tidvis urskilts som egna arter. I världslistan AviList som lanserades 2025 betraktas de dock som tillhörande en och samma art, omfattande nedanstående underarter med noterade utbredningar:
- Leucocarbo atriceps atriceps – förekommer på öarna och kusterna i södra Argentina och Chile
- Leucocarbo atriceps albiventer – Falklandsöarna
- Leucocarbo atriceps georgianus – Sydgeorgien, Sydsandwichöarna och Sydorkneyöarna
- Leucocarbo atriceps melanogenis – Prince Edward-, Marion- och Crozetöarna i södra Indiska oceanen
- Leucocarbo atriceps bransfieldensis — Sydshetlandsöarna och Antarktishalvön
- Leucocarbo atriceps verrucosus – Kerguelen
- Leucocarbo atriceps nivalis – Heard Island i södra Indiska oceanen
- Leucocarbo atriceps purpurascens – Macquarieön och på de närliggande öarna Bishop and Clerk Islets halvvägs mellan Australien och Antarktis i södra Indiska oceanen)

### Släktestillhörighet
Kejsarskarv placerades tidigare ofta i släktet Phalacrocorax. Efter genetiska studier som visar på att Phalacrocorax består av relativt gamla utvecklingslinjer har det delats upp i flera mindre, varvid kejsarskarven med släktingar lyfts ut till släktet Leucocarbo.

### Skarvarnas släktskap
Skarvarnas taxonomi har varit omdiskuterad. Traditionellt har de placerats gruppen i ordningen pelikanfåglar (Pelecaniformes) men de har även placerats i ordningen storkfåglar (Ciconiiformes). Molekulära och morfologiska studier har dock visat att ordningen pelikanfåglar är parafyletisk. Därför har skarvarna flyttats till den nya ordningen sulfåglar (Suliformes) tillsammans med fregattfåglar, sulor och ormhalsfåglar.

## Levnadssätt
Kejsarskarven är en helt havslevande kolonihäckare som är sällskaplig året runt och kan uppträda i täta flockar med tusentals individer.

## Status och hot
Internationella naturvårdsunionen IUCN bedömer hotstatus verrucosus å ena sidan och övriga underarter å andra sidan, båda som livskraftiga.

## Bilder

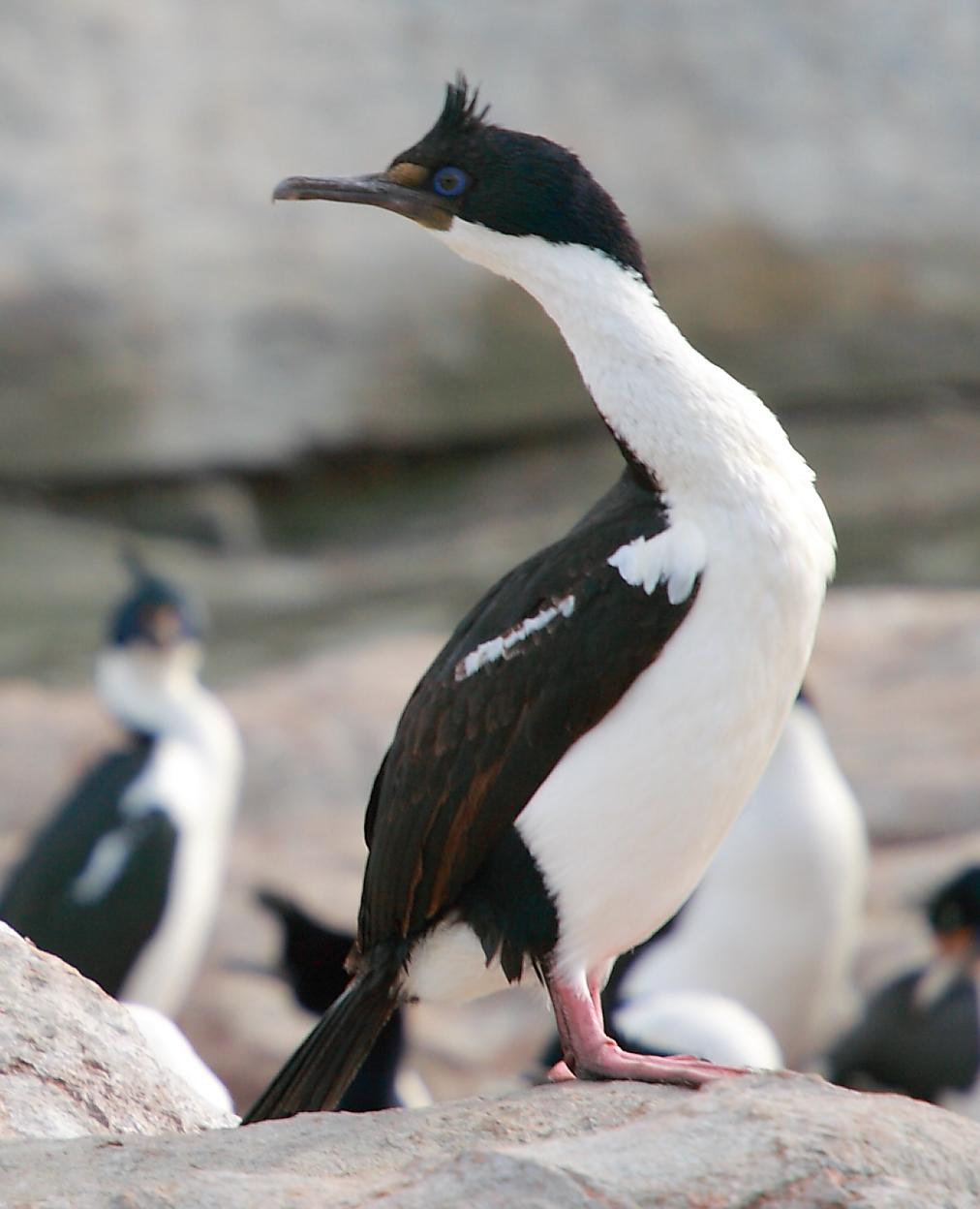
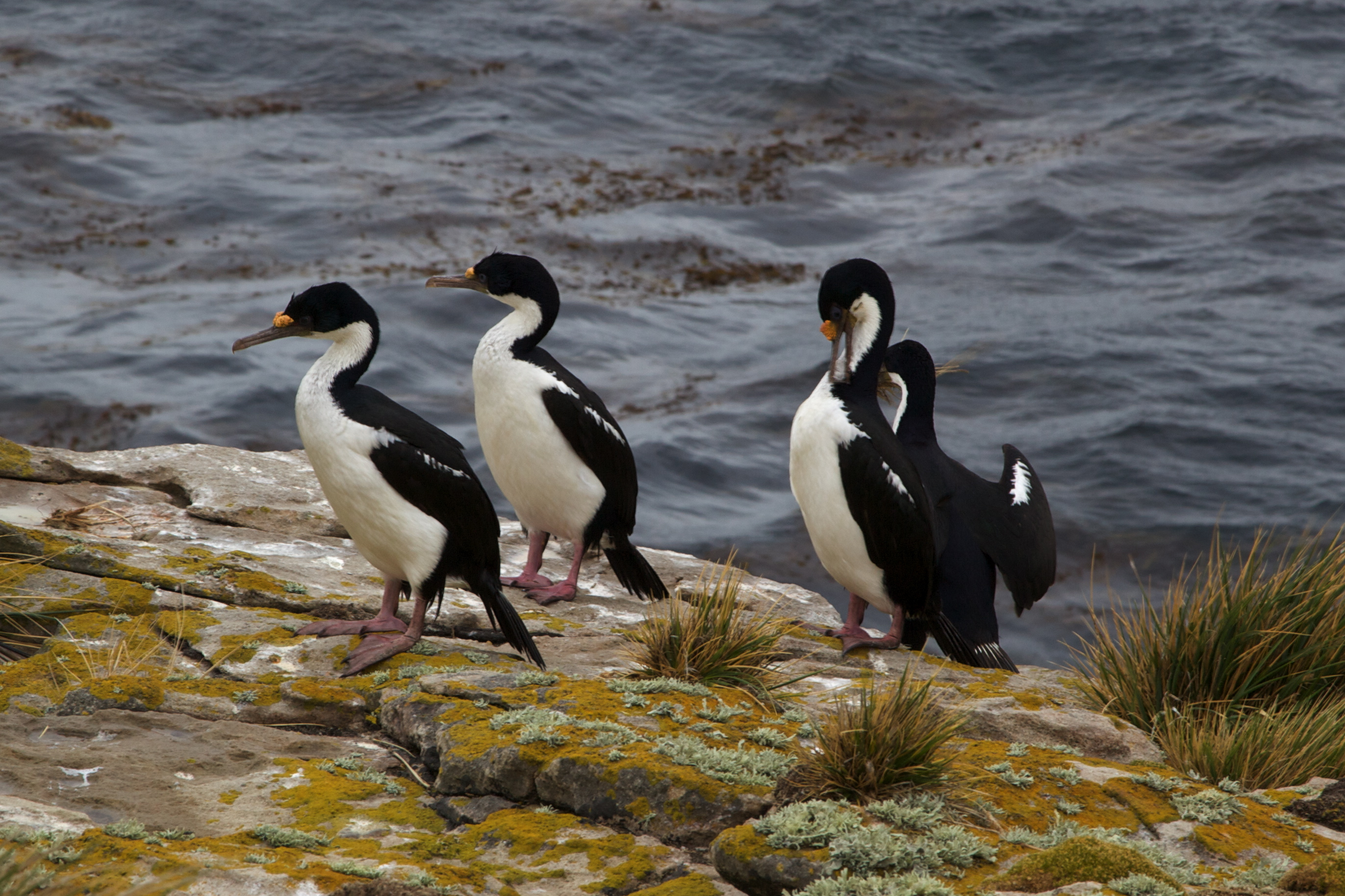
Underarten albiventer